# 杭州南駅
杭州南駅（こうしゅうみなみ-えき）は、中華人民共和国浙江省杭州市蕭山区に位置する中国国家鉄路集団上海鉄路局が管轄する駅。
本項では、近接する杭州地下鉄の火車南站駅（かしゃなんざん-えき）についても記述する。

## 乗り入れ路線
中国国鉄
- 在来線
  - 滬昆線（元浙贛線）
  - 蕭甬線
  - 蕭甬線 蕭蕭聯絡線
- 高速鉄道
  - 滬昆旅客専用線
  - 杭甬旅客専用線
  - 杭昌高速鉄道（元杭黄旅客専用線）

杭州地下鉄
- ■ 5号線

## 歴史
杭州南駅（旧称・蕭山駅）は1992年6月11日、浙贛緩行線上の新駅として開業し、旧蕭山駅（その後蕭山西駅に改称）の旅客機能を継承しました。新駅舎は延べ面積3,642㎡、駅前広場27,972㎡を有し、2本の本線・5本の着発線・2面の旅客ホーム・5本の操車線に加え、牽出線2本と機関車準備線1本を備えた二等駅でした。また、蕭山駅～夏家橋駅間の蕭夏連絡線と蕭山駅～旧蕭山駅間の蕭蕭連絡線（蕭甬線）が整備されました:300。
1995年に建設された490畝（約32.7万㎡）の貨物ヤードは権利問題により1997年10月まで全面稼働せず、2000年の蕭浙連絡線開通で蕭山駅での蕭甬-浙贛間の折り返し運転が削減。2001年には諸暨車務段の資金により貨物ヤードの舗装改修が実施されました。
杭州東駅改築期間中、蕭山駅は杭州駅と共に主要な分流駅として機能し、2009年8月の改修で窓口数を8から18に増設、第2待合室を新設したことで旅客処理能力を1日1万人から3万人に拡大、さらに1番ホームのかさ上げと4・5番ホームの新設を実施、貨物業務は白鹿塘駅（現・蕭山駅）に移転し、一等駅に昇格しました:118（2009年12月より杭州東駅発着列車の分担開始）。
2010年1月1日に蕭山駅から杭州南駅に改称された同駅は、同月28日から杭州東駅発着の全82本と杭州駅停車の4本、計86本の列車を分担。当時の駅舎は北から順に出場口・切符売場・北待合室・乗務員待機所・VIPルーム・消防通路・南待合室が配置され、5面のホームとは跨線橋1基・進場地下道1基・出場地下道1基で連絡していました（暫定運用時の施設構成）。
2013年7月1日の杭州東駅新駅舎供用開始を受けて杭州南駅は改造工事に突入、2014年11月に新駅舎建設工事が正式着工し2017年6月完成を目指しました。
2018年には杭州鉄道ハブ計画の変更に伴い、従来杭州駅発着の在来線列車の一部を当駅に移管するため小規模改造を実施。列車給水設備の新設、機関車待避線の増設、8・9番ホームの高床化、滬昆下り本線を従来の14番線から12番線へ外側に移設するなどの改良工事が行われました。
新駅舎は当初2017年下半期の供用を予定していたが、開業時期が再三延期。杭州市政府によれば2017年末には開業条件を満たしていたものの「決定権は地方政府になく」「鉄道部門との調整が必要」とされ、2018年10月には客の分散能力不足が指摘され地下鉄5号線開通待ちのため2019年末まで延期。結局、改修工事を終えた杭州南駅は2020年7月1日に営業を開始し、関連切符は6月2日より12306で販売されました。

## 駅構造

### 中国国家鉄路集団
単式ホーム2面、島式ホーム5面の地上駅で、橋上駅舎を有する。
当駅は東口・西口の2つの改札口を有し、西改札口は24時間営業、東改札口は6:00～22:00の時間帯営業となっています。切符売り場はホーム階に位置し、東西改札口付近に自動券売機24台と有人窓口13ヶ所を配置。ホーム階西側には紹興都市間列車専用待合エリアが設けられています。18m高の出発階では、東西改札口兼実名認証通路が計16通路（自動認証12通路・有人認証4通路）を備えます。線路上空に架かる待合室は規模220m（東西）×55m（南北）、面積12,000㎡超で、2,640席の座席と最大13,300人収容能力を有し、10台の自動券売機を内包。南北各12ヶ所の乗車口（自動改札機4台+有人改札1ヶ所/口）を配し、待合室上部は商業施設エリアとなっています。
この駅は4つの車場（越江場・普速場・杭甬場・杭長場）を西から東に配置し、計7面21線を有しています。越江場は現在普速場として運用され（杭金衢都市間鉄道の将来接続を見越して3面10線を確保）、杭甬場は杭深線と寧杭旅客専用線の2面6線、杭長場は滬昆旅客専用線の2面5線を扱い、ホーム番号は従来の西→東から東→西へ変更されました（8・9番線は低床ホームから高床ホームに改造済み）。

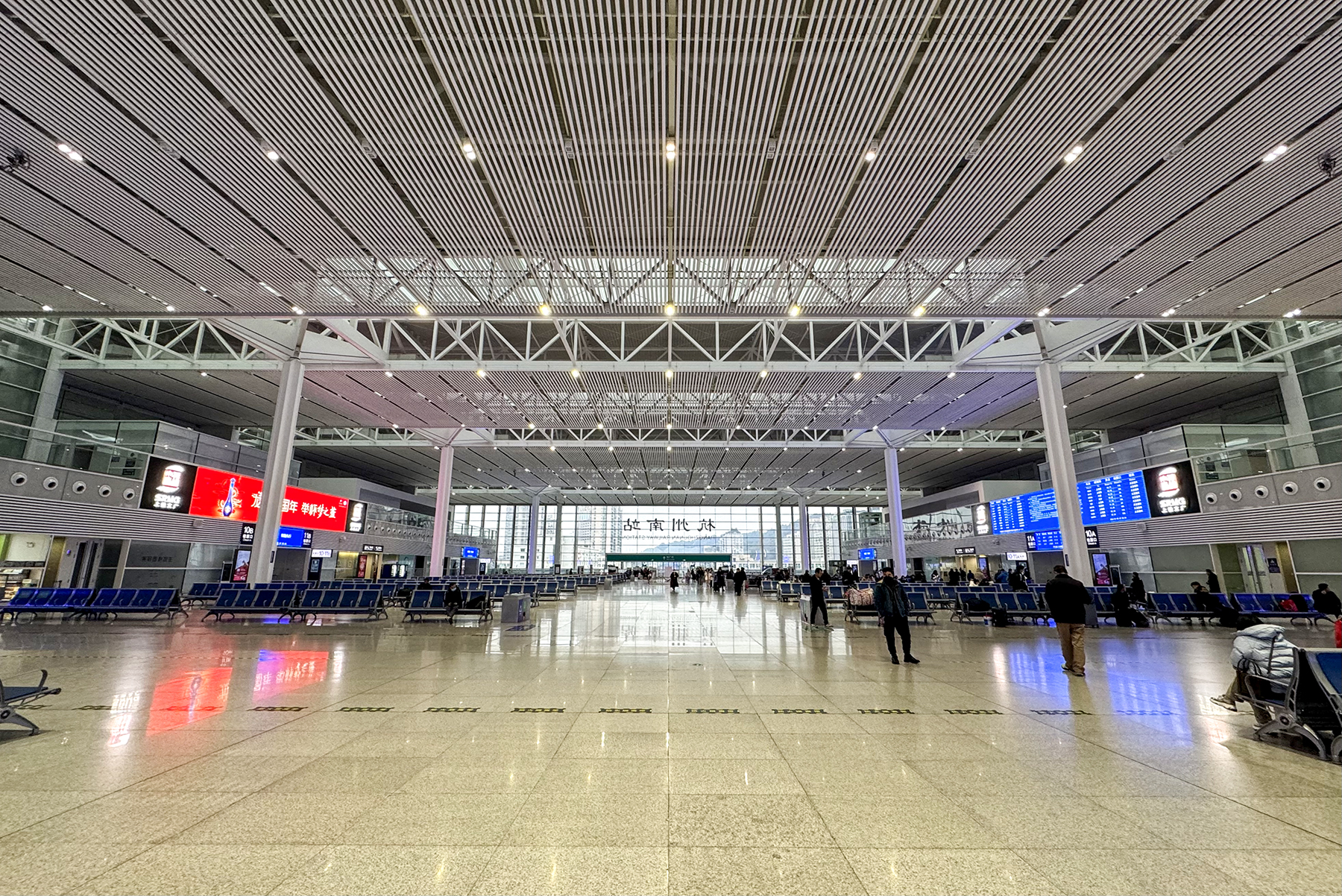
待合室
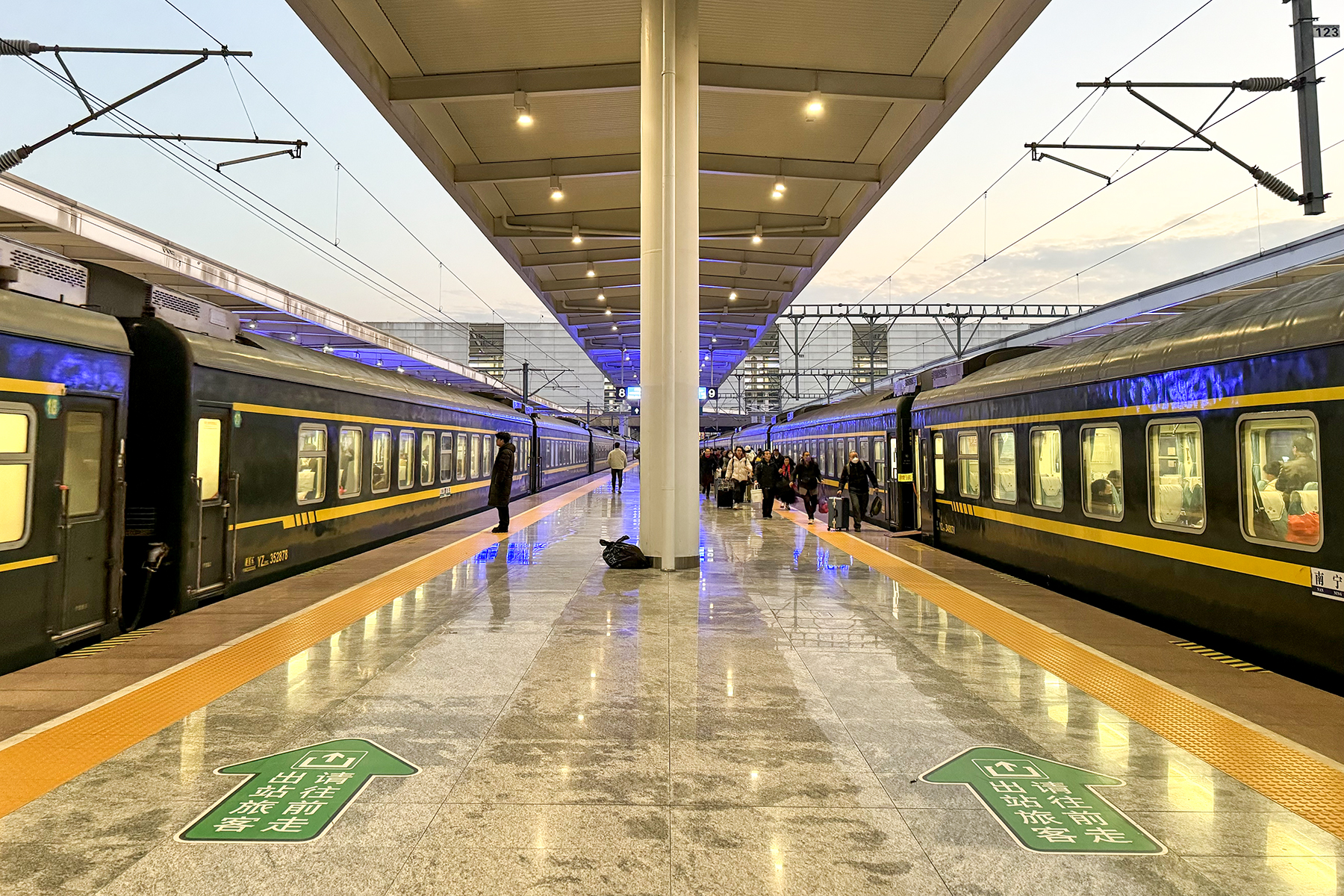
8・9番線ホーム（2024年1月）

### 杭州地下鉄
島式ホーム1面2線を有する地下駅。コンコースは地下1階にあり、ホームは地下3階に位置している。駅の双橋方には上下線をつなぐ片渡り線が設置されている。
当駅のコンコースは国鉄駅舎の到着エリアに設置されているため、独立した改札口は存在せず、全ての改札機は国鉄到着フロアに直結しています。このため、国鉄から地下鉄への乗り換えに二次セキュリティチェックは不要です。
5号線建設時、当駅は5号線と11号線の乗換駅として計画され、地下2階に11号線ホームを予約した3層構造で設計されました。その後、路線網計画の変更で11号線の一部が17号線に統合されましたが、17号線自体は依然として計画段階に留まっています。現在、5号線ホームやコンコース中部には、はっきりとした未使用スペースの痕跡が確認できます。

#### のりば
案内上ののりば番号は設定されていない。
| 路線    | 方向 | 行先             |
| ------- | ---- | ---------------- |
| ■ 5号線 | 下り | 城站・南湖東方面 |
| ■ 5号線 | 上り | 姑娘橋方面       |

（出典：杭港地下鉄:内部空间示意图）

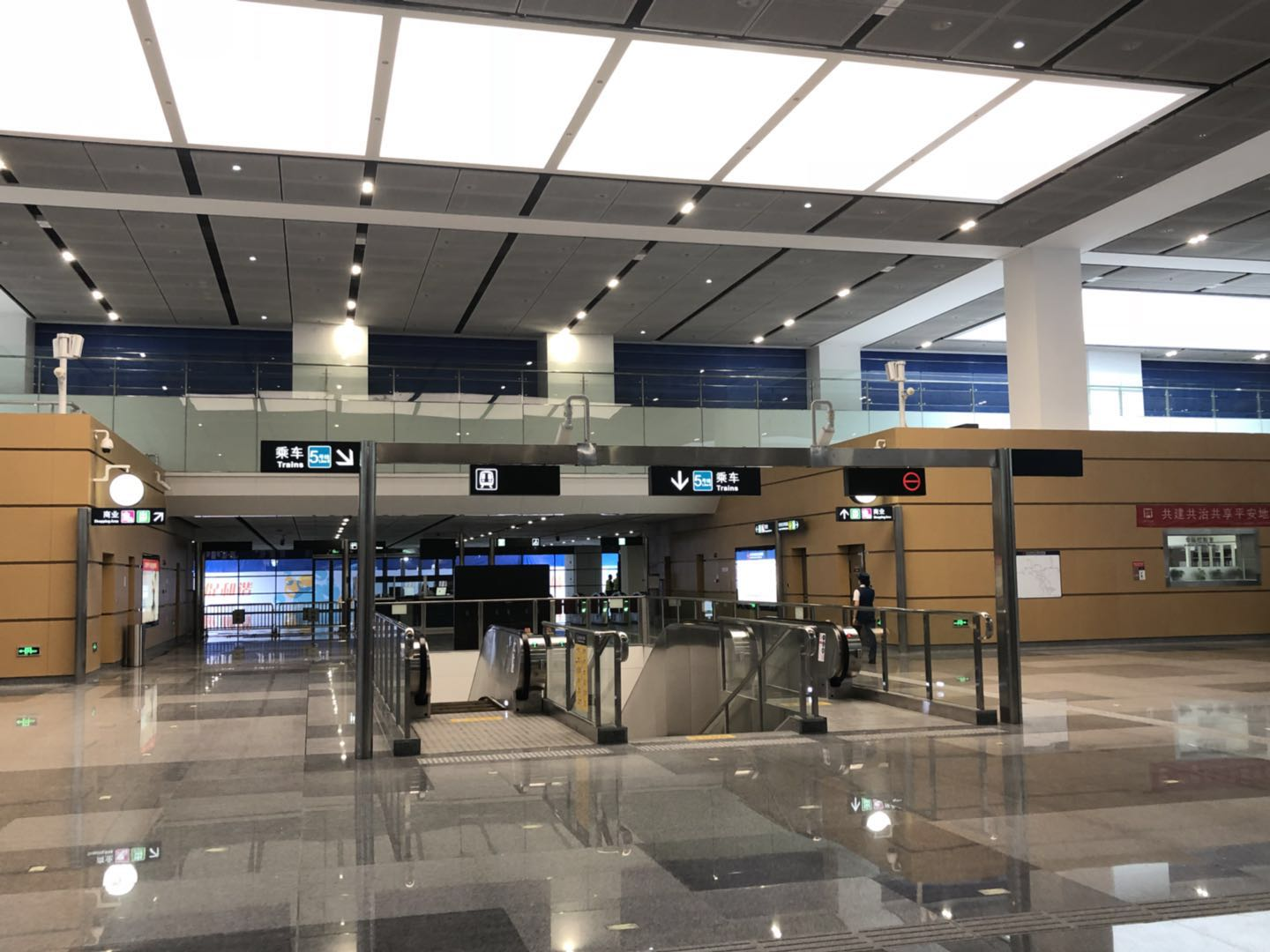
コンコース
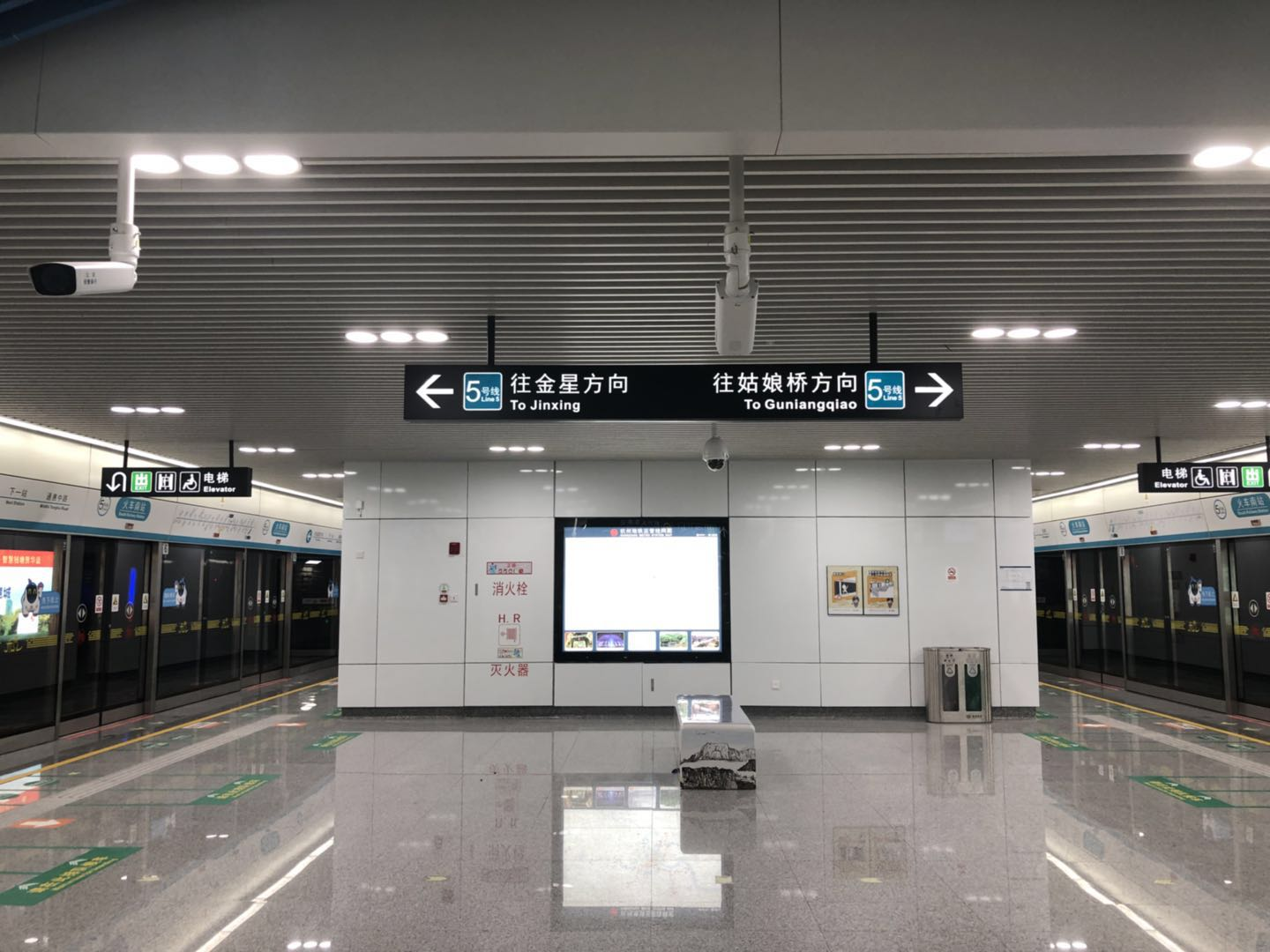
ホーム

## 利用状況
杭州南駅は2020年7月1日のダイヤ改正後、1日あたり63往復（在来線列車39往復：主に滬昆線経由列車、高速列車20往復：滬昆旅客専用線南端から杭深線への跨線列車含む、このうちCR200J型が担当する列車6往復と、既存線動力集中式列車（南京・啓東行各1往復）の旅客業務を処理しています。
2020年の工事完成後の年間旅客輸送量は以下の通りです：
| 年度 | 国鉄             | 国鉄             | 出典       |
| 年度 | 輸送人員（万人） | 降車人員（万人） | 出典       |
| ---- | ---------------- | ---------------- | ---------- |
| 2020 | 192.42           | 201.5            | [ 年鑑 2 ] |
| 2021 | 443.39           | 473.26           | [ 年鑑 3 ] |
| 2022 | 253.29           | 290.34           | [ 年鑑 4 ] |
| 2023 | 583.99           | 663.75           | [ 年鑑 5 ] |

## 隣の駅
中国国家鉄路集団
滬昆線
盈寧駅 - 杭州南駅 - 蕭山駅
蕭甬線
杭州南駅 - 夏家橋駅
蕭甬線（蕭蕭聯絡線）
蕭山西駅 - 杭州南駅 - 夏家橋駅
滬昆旅客専用線
杭州東駅 - 杭州南駅 - 諸曁駅
杭甬旅客専用線
杭州東駅 - 杭州南駅 - 紹興北駅
杭昌高速鉄道
杭州東駅 - 杭州南駅 - 富陽駅
杭州地下鉄
■ 5号線
通恵中路駅 - 火車南站駅 - 双橋駅

### 年鑑
1. ↑  杭州市人民政府地方志办公室 (2011). 杭州年鉴2011. 方志出版社. ISBN 978-7-5144-0265-0.  オリジナルの2020-06-30時点におけるアーカイブ。 2020年6月30日閲覧。
2. ↑  中共杭州市委党史研究室 (2021). 杭州年鑑2021. 方志出版社. ISBN 978-7-5144-4962-4
3. ↑  中共杭州市委党史研究室 (2022). 杭州年鑑2022. 方志出版社. ISBN 978-7-5144-5361-4
4. ↑  中共杭州市委党史研究室 (2023). 杭州年鑑2023. 方志出版社. ISBN 978-7-5144-5860-2
5. ↑  中共杭州市委党史研究室 (2024). 杭州年鑑2024. 方志出版社. ISBN 978-7-5144-6390-3